# Revolver (album)
Revolver je sedmi studijski album skupine The Beatles, izdan 5. avgusta 1966 v Združenem kraljestvu in tri dni kasneje v ZDA. Album vsebuje 14 skladb, 11 sta jih napisala Lennon in McCartney, avtor treh pa je George Harrison. Revolver je dosegel vrh ameriških in britanskih glasbenih lestvic in se na njem obdržal več tednov.
Album Revolver velja za enega najboljših albumov v zgodovini glasbe in enega največjih dosežkov skupine The Beatles. Revija Rolling Stone ga je uvrstila na 3. mesto na svojem seznamu 500. najboljših albumov vseh časov.

## Seznam skladb
Vse pesmi je napisal in uglasbil dvojec Lennon–McCartney, razen kjer je posebej napisano.
| Stran 1 | Stran 1                         | Stran 1 |
| Št.     | Naslov                          | Dolžina |
| ------- | ------------------------------- | ------- |
| 1.      | „Taxman‟ (George Harrison)      | 2:39    |
| 2.      | „Eleanor Rigby‟                 | 2:06    |
| 3.      | „I'm Only Sleeping‟             | 3:00    |
| 4.      | „Love You To‟ (George Harrison) | 2:59    |
| 5.      | „Here, There and Everywhere‟    | 2:25    |
| 6.      | „Yellow Submarine‟              | 2:41    |
| 7.      | „She Said She Said‟             | 2:37    |

| Stran 2 | Stran 2                                | Stran 2 |
| Št.     | Naslov                                 | Dolžina |
| ------- | -------------------------------------- | ------- |
| 1.      | „Good Day Sunshine‟                    | 2:08    |
| 2.      | „And Your Bird Can Sing‟               | 2:00    |
| 3.      | „For No One‟                           | 2:00    |
| 4.      | „Doctor Robert‟                        | 2:14    |
| 5.      | „I Want to Tell You‟ (George Harrison) | 2:29    |
| 6.      | „Got to Get You into My Life‟          | 2:29    |
| 7.      | „Tomorrow Never Knows‟                 | 2:57    |

## Zasedba

### The Beatles
- John Lennon – vokal, kitara, klaviature, tolkala
- Paul McCartney – vokal, bas kitara, kitara, klavir
- George Harrison – vokal, kitara, bas kitara, sitar, tolkala
- Ringo Starr – bobni, tolkala, vokal

### Dodatni glasbeniki
- George Martin – klavir, Hammond orgle
- Alan Civil – rog pri »For No One«
- Anil Bhagwat – tabla pri »Love You To«
- Donovan – spremljevalni vokal pri »Yellow Submarine«
- Brian Jones – spremljevalni vokal pri »Yellow Submarine«
- Mal Evans – spremljevalni vokal pri »Yellow Submarine«
- Marianne Faithfull – spremljevalni vokal pri »Yellow Submarine«
- Neil Aspinall – spremljevalni vokal pri »Yellow Submarine«
- Pattie Boyd – spremljevalni vokal pri »Yellow Submarine«
- Tony Gilbert, Sidney Sax, John Sharpe, Jurgen Hess;– violinisti; Stephen Shingles, John Underwood – violisti; Derek Simpson, Norman Jones – čelisti: godalni oktet pri »Eleanor Rigby«
- Eddie Thornton, Ian Hamer, Les Condon;– trobentači; Peter Coe, Alan Branscombe;– saksofonista: komorna zasedba pri »Got To Get You Into My Life«